# 克拉克鎮區 (阿肯色州派克縣)
克拉克鎮區（英語：Clark Township）是位於美國阿肯色州派克縣的一個行政鎮區。

## 地方資料
克拉克鎮區的面積為129.79平方千米，當中陸地面積為128.87平方千米，而水域面積為0.90平方千米。根據2010年美國人口普查的數據，當地共有人口3662人，而人口密度為每平方千米28.21人。